# シネマ・アーチスト・コーポレーション
シネマ・アーチスト・コーポレーション(Cinema Artist Corporation, CAC) は、かつて存在した日本の映画制作プロダクションである。映画芸術協同（えいがげいじゅつきょうどう）とも。マキノ正博（のちのマキノ雅弘）が主宰し、義兄の高村正次が代表を務めた。

## 略歴・概要
1948年（昭和23年）5月、映画監督のマキノ正博が、兵庫県川辺郡小浜村（現在の宝塚市栄町3丁目）にあった旧・宝塚映画製作所（のちの宝塚映像）内に設立した。代表には第二次世界大戦前に宝塚キネマ興行を京都のマキノ・プロダクション跡地の御室撮影所に経営していた高村正次が就任した。
設立第1作は、俳優の長谷川一夫が同年に株式会社化した新演伎座との共同製作、長谷川の主演、マキノの監督による『幽霊暁に死す』で、同作は同年10月12日に東宝の配給で公開された。
全9作を製作して解散した。

## フィルモグラフィ
- 『幽霊暁に死す』 : 監督マキノ正博、主演長谷川一夫、1948年 - 共同製作新演伎座、配給東宝
- 『ボス』 : 監督マキノ正博・小杉勇、主演若原雅夫、1949年 - 配給東宝
- 『盤嶽江戸へ行く』 : 監督マキノ正博、主演大河内伝次郎、1949年 - 共同製作新東宝、配給東宝
- 『佐平次捕物帳 紫頭巾』前篇・後篇 : 監督マキノ正博、主演阪東妻三郎、1949年 - 配給東宝
- 『今日われ恋愛す 第一部 愛欲編』 : 監督島耕二、主演轟夕起子、1949年 - 配給東宝
- 『今日われ恋愛す 第二部 争闘篇』 : 監督島耕二、主演轟夕起子、1949年 - 配給東宝

## 註
1. ↑  幽霊暁に死す、日本映画データベース、2009年11月18日閲覧。
2. ↑  『日本映画人名事典 監督篇』、キネマ旬報社、1998年、p.739.